# ARB BCeh 2/3
Im Jahr 1911 stellte die Arth-Rigi-Bahn (ARB) einen Zahnrad-Triebwagen BCeh 2/3 6 in Betrieb. Der Triebwagen wird heute von den Rigi-Bahnen als BCFhe 2/3 bezeichnet und ist der älteste Zahnradtriebwagen der Welt, der noch in Betrieb ist.

## Geschichte
Der Triebwagen der Rigi-Bahnen (RB) wurde 1911 von der damaligen Arth-Rigi-Bahn (ARB) beschafft, weil der vorhandene Fahrzeugpark nicht mehr genügte. Er hat gegenüber den 1907 beschafften BCeh 2/4 3–5 einen geschlossenen Wagenkasten erhalten, damit der Aufenthalt im Wagen bei nasser und kalter Witterung angenehm ist. So konnte er auch in der Vor- und Nachsaison eingesetzt werden. Die SWS und die SLM erstellten die mechanischen und wagenbaulichen Teile. Die MFO lieferte und montierte die elektrische Ausrüstung. Wie es bei der ARB bereits Tradition war, erhielt auch dieser Triebwagen ein Gepäckabteil.
Weil die ARB nicht in der Lage war, das Fahrzeug selber zu finanzieren, wurde der Triebwagen von einem Konsortium bezahlt und von der ARB vorerst nur gemietet. Die Kosten für den Triebwagen wurden von der ARB sukzessive abbezahlt.
Damit der Triebwagen remisiert werden konnte, musste die Schiebebühne in Arth-Goldau um zwei Meter verlängert werden.
Der Triebwagen wurde so stark gebaut, dass er die vielen schweren Güter (teilweise mit einem Vorstellwagen) befördern konnte. Damit musste nicht mehr auf die Dampflokomotiven zurückgegriffen werden.

## Umzeichnungen
Im Laufe der Jahre erhielt der Triebwagen immer wieder neue Bezeichnungen. Bei der Ablieferung als BCeh 2/3 bezeichnet, wurde er 1946 zum CFeh 2/3, ab 1956 zum BFeh 2/3, ab 1962 zum BDeh 2/3, ab 1966 BDhe 2/3, seine jetzige Bezeichnung als historisches Fahrzeug ist BCFhe 2/3.

## Umbauten
Im Jahr 1939 wurde der Triebwagen 6 umgebaut, dabei wurde die Leistung von 260 PS auf 530 PS erhöht, womit die Geschwindigkeit von 12 km/h auf 15 km/h gesteigert werden konnte.
Im Jahr 1986 beschloss der Verwaltungsrat, den Triebwagen zu renovieren, damit er dann für Extra- und Nostalgiefahrten eingesetzt werden konnte. Die Finanzierung wurde über ein Patronatskomitee aufgebracht. Die Renovation kostete rund 432'000 Franken. Der Wagenkasten wurde in der Werkstätte der ARB vollständig neu aufgebaut, den Innenausbau besorgte die Firma Ramseier & Jenzer. Anlässlich der Generalversammlung vom 29. Mai 1990 wurde der renovierte Triebwagen den Aktionären vorgestellt.

## Farbgebung
Die ursprüngliche Farbgebung war weiss mit grossen ARB-Lettern auf der Front unterhalb der Fenster und der Nummer 6 darüber. Beim ersten Umbau im Jahr 1939 erhielt er die später noch lange gebräuchliche Lackierung weiss/blau. Nach der Renovation von 1988 bis 1990 hat er wieder die ursprüngliche Farbgebung erhalten.